# Max Thimmig
Max  Gunnar Henrik Thimmig, född den 27 april 1986 i Torps församling på Orust är en svensk advokat, författare och militärhistoriker. 
Max Thimmig  växte upp på Orust och i Sydostasien. Thimmig studerade juridik vid Stockholms universitet och Universitetet i Oslo och tog sin juris kandidatexamen 2012. Thimmig har tidigare arbetat på advokatbyrån Holland & Knight LLP i New York.
Max Thimmig debuterade som författare år 2015 med boken Nattens jägare - ett tyskt nattjaktess under andra världskriget om sin farfar Wolfgang Thimmig som även har översatts till finska år 2021. Thimmig har medverkat i flera militärhistoriska poddar i såväl Sverige som Storbritannien. Thimmigs debutbok uppmärksammades i såväl SvD som tidskriften Militär Historia. År 2019 kom boken Säkerhetsskyddad upphandling – juridik och praktik som Thimmig skrev tillsammans med Christoffer Stavenow.